# Feliniopsis leucostigma
Feliniopsis leucostigma är en fjärilsart som beskrevs av Moore 1867. Feliniopsis leucostigma ingår i släktet Feliniopsis och familjen nattflyn. Inga underarter finns listade i Catalogue of Life.